# Lawa (rivière)
Pour les articles homonymes, voir Lawa et Litani.
La rivière Lawa est une rivière tributaire du Maroni en Amérique du Sud qui sert de frontière entre la France et le Suriname, également connue comme le Litani ou Itany en Guyane française, son cours moyen est connu comme Lawa ou Aoua. Des pirogues peuvent remonter son cours pendant 60 km à partir de son embouchure. Au-delà les rapides (chutes) rendent la navigation impossible.

## Géographie

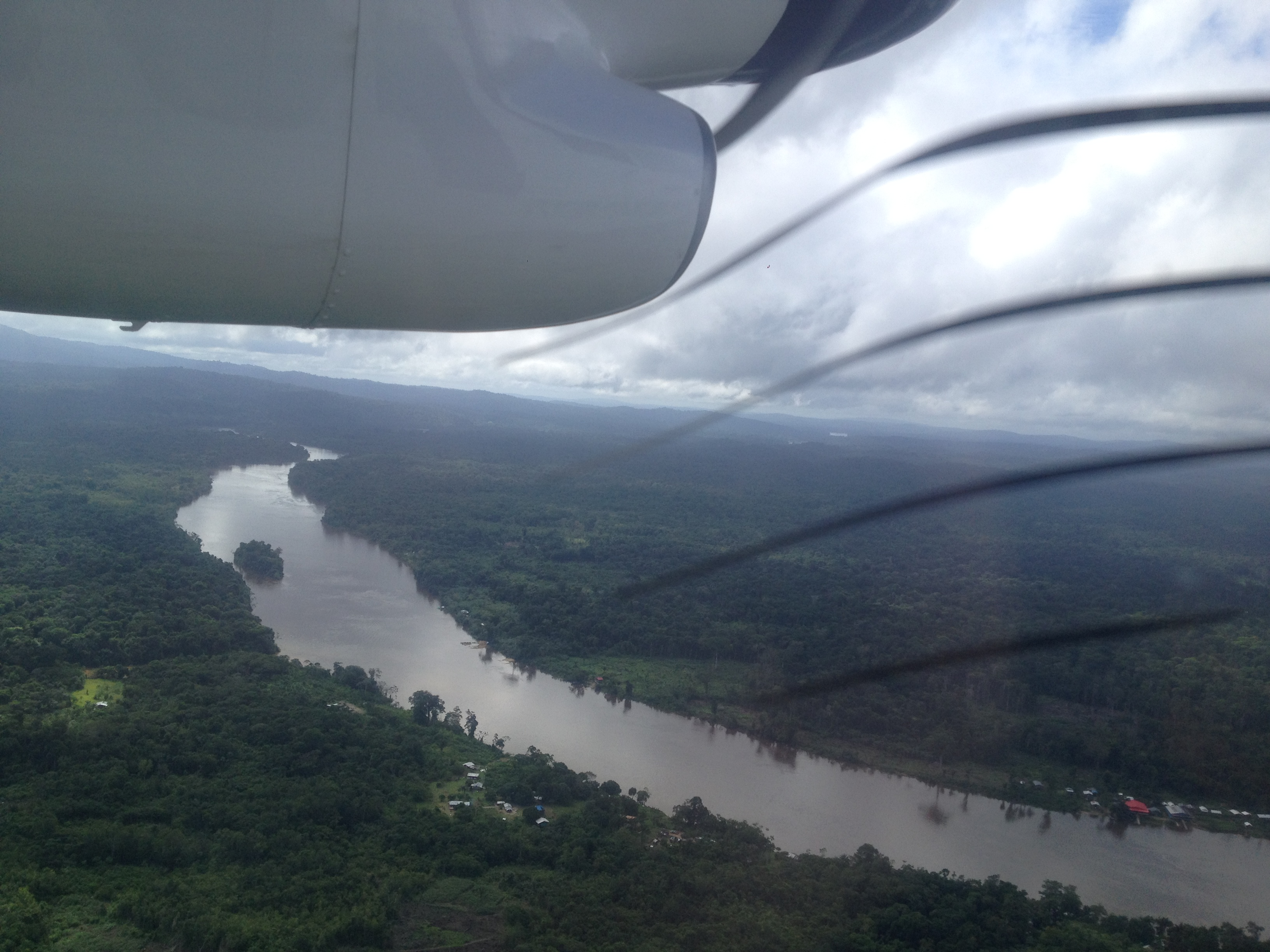
Vue aérienne de la rivière Lawa près de Maripasoula.